# Мала Гута (Підляське воєводство)
Мала Гута (пол. Mała Huta) — село в Польщі, у гміні Сувалки Сувальського повіту Підляського воєводства.
Населення — 288 осіб (2011).
У 1975-1998 роках село належало до Сувальського воєводства.

## Демографія
Демографічна структура станом на 31 березня 2011 року:
|          | Загалом | Допрацездатний вік | Працездатний вік | Постпрацездатний вік |
| -------- | ------- | ------------------ | ---------------- | -------------------- |
| Чоловіки | 151     | 35                 | 107              | 9                    |
| Жінки    | 137     | 28                 | 79               | 30                   |
| Разом    | 288     | 63                 | 186              | 39                   |